# Никитинский, Леонид Васильевич
Леони́д Васи́льевич Никити́нский (род. 13 сентября 1953, Москва, РСФСР, СССР) — российский журналист и писатель, кандидат юридических наук.
(1982). Член Совета при Президенте Российской Федерации по развитию гражданского общества и правам человека (2018—2022). 24 февраля 2022 года вышел из совета из-за несогласия с вторжением России на Украину.
Ввёл в общественный оборот понятие «беспредел» в современном значении.

## Биография
Родился в Москве, в семье одного из ведущих отечественных учёных в области трудового права, доктора юридических наук, профессора Никитинского Василия Ивановича (1923—1992).
Окончил юридический факультет МГУ имени М. В. Ломоносова.
В 1981 году защитил кандидатскую диссертацию.
Работал во Всесоюзном институте законодательства, в ВЦСПС, доцентом кафедры экономики ВГИКа.
В 1989—1992 годах был специальным корреспондентом, затем политическим обозревателем газеты «Комсомольская правда».
В 1992—1994 годах одновременно работал политическим обозревателем газеты «Известия» и корреспондентом «Радио Свобода».
До 2011 года возглавлял РОО «Гильдию судебных репортеров».
С 2008 года по 2017 год был секретарём Союза журналистов России. Подписал обращение в поддержку Гасана Гусейнова 10 ноября 2019 года.
23 января 2020 года вместе с Евгением Гонтмахером, Владимиром Рыжковым и Григорием Явлинским стал соучредителем Общественного Конституционного совета — объединения граждан, поставивших своей целью не допустить принятия поправок в Конституцию Российской Федерации без широкого обсуждения и учёта мнения всех заинтересованных сторон. 5 февраля подписал декларацию Общественного конституционного совета, опубликованную в «Новой газете».

## Творчество
Большинство публикаций Леонида Никитинского посвящено российской судебной и правовой системе. В своих статьях он часто анализирует «столкновение» личности, гражданской позиции и государственной машины. Л. В. Никитинский нередко «берёт под контроль» судьбу человека, ставшего уже однажды героем его публикации. Среди таких его героев журналистка Айгуль Махмутова, архитектор-реставратор Александр Попов и другие.
Кроме большого числа журналистских публикаций, Леонид Никитинский является автором сценария художественного фильма «Беспредел» (1989).
Его перу принадлежит роман «Тайна совещательной комнаты» (2008), повесть «Белая карета», а также книга о Горбачёве «Главное нАчать».

## Награды
- Золотой Почетный знак «Общественное признание» (1999)[2].
- Премия «Золотое перо России» (2005)[10][11].
- премия Московской Хельсинкской группы за журналистскую деятельность по продвижению ценностей прав человека (2011)[12].

## Интервью
- Леонид Никитинский и Лев Шлосберг: «В России нет третьей власти» / Люди мира // ГражданинЪ TV. 15 декабря 2023 г.

## Некоторые произведения
- Тайна совещательной комнаты. Роман. — СПб.: АСТ, Астрель-СПб, 2008. — 416 стр. — ISBN 978-5-17-048467-6, ISBN 978-5-9725-1002-3.
- Беспредел // Журнал «Огонёк» № 32, 1988. — С. 27—29.
- Изобретатель топора (недоступная ссылка). // «Московские новости». 25 марта 2003 г.
- 1000 скворечников (недоступная ссылка). // «Новая газета» № 97 от 26 декабря 2005 г.
- Старый друг лучше после двух. // «Новая газета» № 14 от 26 февраля 2007 г.
- Савик Шустер: Все, что осталось от «оранжевой революции», это — я. // «Новая газета» № 8 от 04 февраля 2008 г.
- Ментовское государство как вид. Доклад. Март-апрель 2009 г.
- Кузьминские отцы. // «Новая газета» № 105 от 22 сентября 2010 г.
- Сохранить голову на плечах. Чем и для кого опасно возвращение смертной казни. https://novayagazeta.ru/ (15 мая 2021). Дата обращения: 8 октября 2021. Архивировано 17 мая 2021 года.